# Life. Love. Regret.
Life. Love. Regret es el segundo y último álbum de la banda de hardcore punk Unbroken, publicado por New Age Records en 1994.
Fue lanzado en tres formatos: CD, vinilo LP (negro y azul) y casete. En noviembre de 2014, fue relanzado en vinilo 12" de dos colores, por Indecision Records (IND #93).
En 1993, se grabaron las versiones demo de "Final Expression", "Blanket", y "Setup", las cuales aparecen en la compilación It's Getting Tougher To Say The Right Things (2000). A su vez, estas dos últimas canciones aparecen en el split 7" con Groundwork.
Líricamente, es mucho más introspectivo que sus antecesores. Es descrito como "depresivo y enojado", desde un plano social a individual.
Life. Love. Regret. es el álbum más aclamado de la banda, e influencial para el desarrollo tanto del hardcore como el metalcore.

## Lista de canciones
| N.º | Título                       | Duración |  |
| 1.  | «D4»                         | 3:01     |  |
| 2.  | «End of a Life Time»         | 2:59     |  |
| 3.  | «In the Name of Progression» | 4:36     |  |
| 4.  | «Razor»                      | 2:47     |  |
| 5.  | «Final Expression»           | 3:17     |  |
| 6.  | «Blanket»                    | 2:30     |  |
| 7.  | «Recluse»                    | 3:31     |  |
| 8.  | «Setup»                      | 4:04     |  |
| 9.  | «Curtain»                    | 8:59     |  |

## Créditos
| Banda - David Claibourne – voces - Eric Allen – guitarras - Steven Miller – guitarras - Rob Moran – bajo - Todd Beattie – batería | Producción - Unbroken – producción - Jeff Forest – ingeniero de sonido, grabación |